# Hospes nitidicollis
Hospes nitidicollis är en skalbaggsart som beskrevs av Jordan 1894. Hospes nitidicollis ingår i släktet Hospes och familjen långhorningar.
Artens utbredningsområde är Gabon. Inga underarter finns listade i Catalogue of Life.